# Стенбок
Сте́нбок и Сте́нбок-Фе́рмор — графский род, происходящий от Йонса, шведского государственного советника (1205).
Род графов Стенбок внесён в дворянские матрикулы Эстляндской губернии, а графы Стенбок-Ферморы — в V часть родословных книг Санкт-Петербургской и Херсонской губерний.

## Происхождение и история рода
Стенбок (von Stenbock) — фамилия древняя и знаменитая.
Предок их Йонс (Jons) был в Швеции рейхсратом (1205). Инфар Йонссон (Ifvar Jonsson) был первым рейхсратом в конце царствования Эрика X.
Олоф Арфведсон (XI колено), рейхсрат, в 1-й половине XVI века, первый принял фамилию Стенбок. Его сын, Густав Стенбок († 1571), рейхсрат королевства Шведского и штатгальтер вест-готландский, пять раз ездил послом в Дании, посол в Германии (1531), возведён королём Эриком XIV в баронское Шведского королевства достоинство (29 июня 1561). Его дочь Екатерина (1535—1621) третья жена шведского короля Густава Вазы (с  22 августа 1552). Барон Эрик Густавсон штатгальтер вест-готландский и рейхсрат († 1599). Барон Густав Эриксон († 1629) рейхсрат и штатгальтер вест-готландский, посол в Нидерландах и в Англии, заключил мир с Данией (1612). Барон Карл Густавсон штатгальтер смаландский и кольмарский († 1634).
Барон Фридрих Густавсон, вместе с братьями своими Эриком и Густавом-Отто, возведён королевою Христиною в графское Шведского королевства достоинство (26 марта 1651). Граф Эрик Стенбок, генерал-фельдцейхмейстер, убит при ночном штурме Копенгагена († 11 февраля 1659). Брат его Густав-Отто († 1685) генерал-адмирал, один из лучших полководцев своего времени, от него произошла ветвь графов Стенбоков, оставшихся в Швеции. Граф Магнус — фельдмаршал и рейхсрат, сподвижник Карла XII считается в числе первейших полководцев шведских († 1717).

### Русское подданство
Граф Карл-Понтус Стенбок служил в русской армии бригадиром и был женат на графине Фермор. Графу Иоанну-Магнусу Стенбок, мать которого была единственной дочерью графа В. В. Фермора, разрешено (15 февраля 1825) присоединить к своей фамилии — фамилию деда, генерал-аншефа графа Фермор и именоваться, с потомством, графом Стенбок-Фермор. Соединённый герб обоих фамилий удостоен высочайшего утверждения (1849).
Старшему сыну графа Иоанна-Магнуса Стенбока — Якову Ивановичу (1807—1866), основателю универмага «Пассаж», женатому с 31 мая 1835 года на единственной дочери графа П. К. Эссена — Александре Петровне, указом (01 августа 1835) передано российско-графское достоинство и дозволено именоваться графом Эссен-Стенбок-Фермор.

## Описание герба

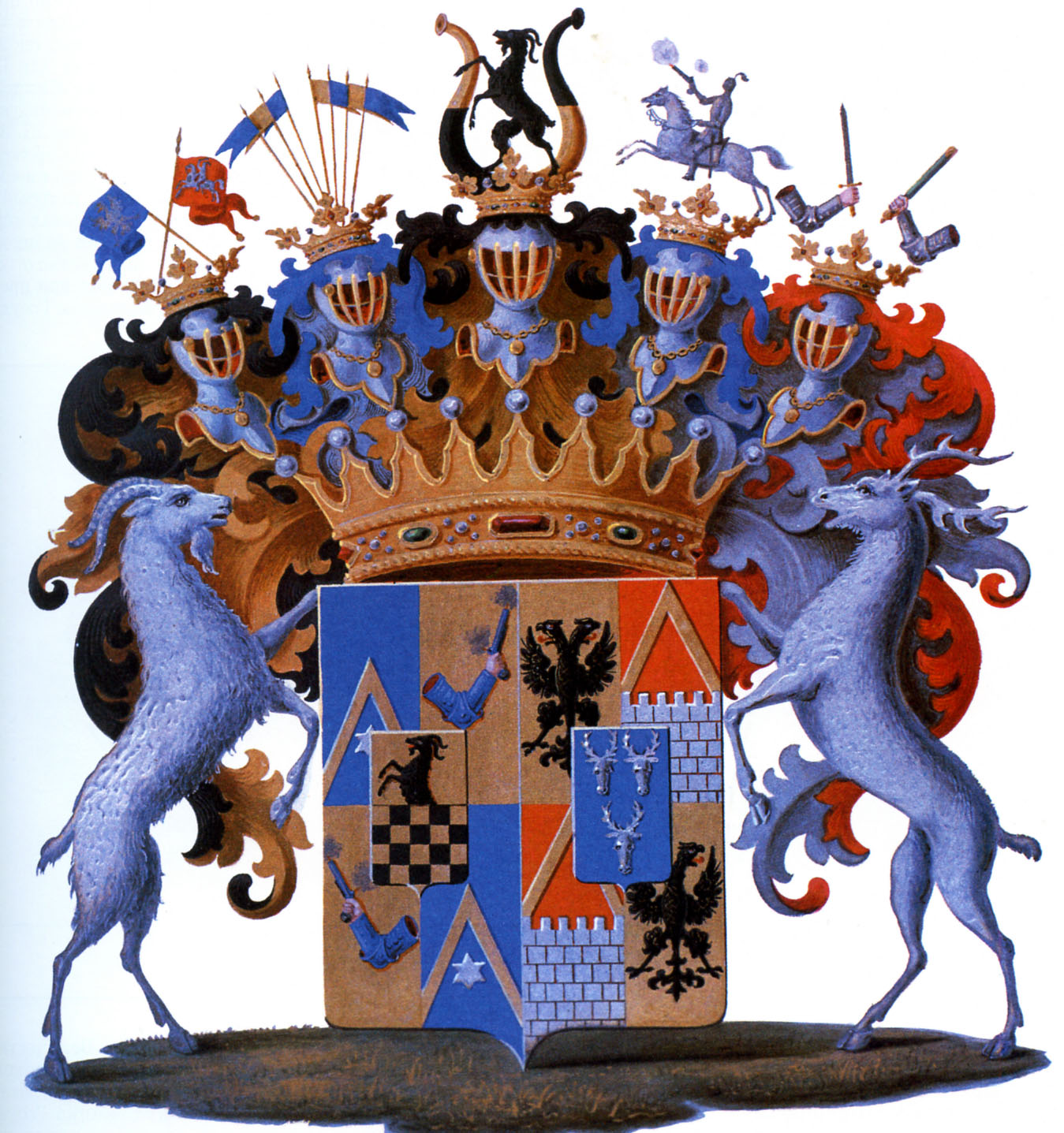
Герб рода графов Стенбок-Фермор

Герб графов Стенбок (по Долгорукову)
Щит расчетверён на лазурь и золото. В лазури золотое стропило и под ним серебряная шестиугольная звезда. В золоте рука, стреляющая из карабина. Посреди герба малый щиток, разделённый горизонтально на два поля. В верхнем, золотом поле, выходит голова чёрного козла, нижнее поле шахматное, чёрное и золотое.
На гербе три шлема со шведскими графскими коронами; на правом шлеме обращённый вправо всадник на белой, на вставшей на дыбы лошади, стреляет из карабина; на среднем шлеме два буйволовых рога, получёрные, полузолотые, и между ними вставший на дыбы чёрный козёл, вправо; на левом шлеме семь знамён, трое золотых и четверо голубых, поочерёдно. Герб покрыт голубой княжеской мантией (в память брака Екатерины Стенбок со шведским королём Густавом Вазой).
Соединённый герб рода Стенбок-Фермор (описание герба Ферморов — см. статью), имеющих титул Шведского королевства графов внесён в Часть 11 Общего гербовника дворянских родов Всероссийской империи, стр. 34.

## Известные представители рода
- Эбба Стенбок (? — 1614) — шведская дворянка, прославившаяся защитой крепости Турку во время войны против Сигизмунда III;
- Катарина Стенбок (швед. Katarina Gustavsdotter (Stenbock)‎; 1535—1621) — третья и последняя супруга короля Густава I;
- Стенбок, Густав Отто (1614—1685) — шведский полководец и риксадмирал;
- Стенбок, Магнус (1664—1717) — шведский фельдмаршал, один из полководцев Карла XII;
- Граф Стенбок, Яков Фёдорович (1744—1803) — полковник Русской императорской армии, исключён из службы Высочайшим приказом от 28.03.1803 как умерший в должности командира Каргопольского драгунского полка;
- Граф Стенбок, Пётр Михайлович (1869—1931) — генерал-майор Императорской армии;
- Граф Стенбок, Юлий Иванович (1812—1875) — обер-гофмейстер Двора Его Императорского Величества (1874). Вице-президент (1864—1865) и почётный член (1871) Императорской Академии художеств;
- Граф Стенбок-Фермор, Алексей Александрович (1835—1916) — русский генерал-лейтенант, шталмейстер императорского двора;
- Стенбок-Фермор, Иван Васильевич (1859—1916) — государственный деятель, депутат III Государственной Думы от Херсонской губернии (фракция правых);
- Стенбок-Фермор, Владимир Васильевич (1866—1950) — агроном, депутат II и III Государственной Думы от Херсонской губернии (фракция правых), брат предыдущего;
- Стенбок-Фермор, Мария Александровна, её сын — Александр Владимирович; помещики Варшавской, Пермской и Санкт-Петербургской губерний, владельцы заводов и приисков в Верх-Исетском горном округе;
- Эрик Станислаус Стенбок (англ. Eric Stanislaus Stenbock, 1858—1895) — английский писатель, автор фантасмагорических и готических рассказов.
- Надежда Александровна Стенбок-Фермор, в замужестве Барятинская (1846—1920) — с 14.11.1913 года статс-дама двора, сестра генерал-лейтенанта А. А. Стенбок-Фермора. По матери, одной из богатейших женщин в России, была праправнучкой купца-миллионера С. Я. Яковлева. Состояла вице-председательницей Комитета Гатчинского Дома попечения о больных детях, почётной попечительницей Адмиралтейской школы, почётной попечительницей домов трудолюбия в память Святой Ксении и Надеждинского убежища для девиц. Овдовев, почти постоянно жила в Крыму в своём имении Сельбилляр в Ялте (ныне санаторий имени Кирова). Будучи в параличе после инсульта, в 1920 году была арестована по доносу и расстреляна вместе с беременной дочерью Ириной, её мужем и свёкром[4].

## Родословная

### Эссен-Стенбок-Фермор
1. Яков Иванович (Jacob Pontus Carl) Эссен-Стенбок-Фермор, чиновник по особым поручениям при Министерстве финансов, статский советник, отставной штабс-ротмистр лейб-гвардии Конного полка, (1807—15 июля 1866, умер от холеры[5]) ⚭ 1835 графиня Александра Петровна Эссен, член Императорского женского патриотического общества [1836][6], фрейлина (Санкт-Петербург 19 марта 1816—там же 23 ноября 1868), дочь графа Петра Кирилловича Эссена, члена Государственного совета, Санкт-Петербургского военного генерал-губернатора, генерала при особе Его Императорского Величества, генерала от инфантерии и Екатерины Николаевны Львовой[7]
  1. Пётр Яковлевич, камер-паж, корнет лейб-гвардии Конного полка, окончил Пажеский корпус (Санкт-Петербург 22 мая 1836—там же 1855)
  2. Александр Яковлевич (Санкт-Петербург 12 июля 1837—там же 25 декабря 1837)
  3. Ольга Яковлевна (Санкт-Петербург 11 октября 1839—там же 14 августа 1840)
  4. Александр Яковлевич, полковник (Санкт-Петербург 11 марта 1843—?) ⚭ Никольское 6 ноября 1898 Анастасия Прокопьевна Прокофьева (1868), купчиха 2-й гильдии по Владивостоку
    1. Андрей Александрович, вольноопределяющийся (Владивосток 1895—1914)
    2. Мария Александровна (Владивосток 1896—?)
    3. Борис Александрович, прапорщик по армейской пехоте[8], окончил Алексеевское военное училище [1915–1917] и Владикавказский кадетский корпус [–1915] (Владивосток 1898—?)
    4. Владимир Александрович, корнет (Никольск-Уссурийский 12 августа 1899—1978) ⚭
    5. Александр Александрович (Никольск-Уссурийский 7 сентября 1900—там же 21 августа 1901)
    6. Александра Александровна (Хабаровск 14 февраля 1903—)
    7. Ксения Александровна (Владивосток 1903—?)

  5. Леонид Яковлевич (Санкт-Петербург 30 марта 1845—там же 1913)
  6. Николай Яковлевич, гофмейстер, церемониймейстер, действительный статский советник (Санкт-Петербург 26 сентября 1847—Москва 1924)
  7. Константин Яковлевич, генерал-майор (Санкт-Петербург 17 апреля 1849—Петроград май 1917)
  8. Юлия Яковлевна (Санкт-Петербург 19 августа 1851—?)